# Марсель Гобійо
Марсель Гобійо (фр. Marcel Gobillot, 3 січня 1900 — 12 січня 1981) — французький велогонщик.
Олімпійський чемпіон 1920 року в роздільній командній гонці.